# Gillstad
Gillstad är en bebyggelse i Gillstads socken och en småort i Lidköpings kommun i Västergötland.
Gillstad ligger vid riksväg 44, strax intill Gillstads kyrka, 15 kilometer sydväst om Lidköping.
Gillstad består av hus från 1900-talets andra hälft medan Gillstads kyrkby som ligger strax nordväst om består av bondgårdar som omger kyrkan. I Gillstad finns det en skolbyggnad som idag är bostadshus.